# Perdita polygonellae
Perdita polygonellae är en biart som beskrevs av Timberlake 1954. Perdita polygonellae ingår i släktet Perdita och familjen grävbin. Inga underarter finns listade i Catalogue of Life.